# Більшовик (Магаданська область)
Більшовик (рос. Большевик) — селище міського типу в Сусуманському районі Магаданської області Росії.

## Географія
Відстань до районного центру, міста Сусуман, становить 42 км, а до обласного центру — 540 км. Поблизу селища протікає річка Чай-Ур'я.

## Історія
У 1936 році в долині річки Чай-Ур'я геологом З. Арабеєм і промивальником І. Устелемовим було виявлено перше золото; через три роки тут було засновано копальню. 21 березня 1939 року в переддень VIII з'їзду ВКП(б) копальні і новоутвореному селищу присвоєно нинішню назву.
Статус селища міського типу — з 1953 року.

## Населення
Чисельність населення за роками:
| 1959 | 1970 | 1979 | 1989 | 2002 | 2010 | 2013 |
| ---- | ---- | ---- | ---- | ---- | ---- | ---- |
| 2367 | 1159 | 1087 | 960  | 371  | 96   | 84   |

За даними перепису населення 2010 року на території селища проживало 96 осіб. Частка чоловіків у населенні складала 83,3% або 80 осіб, жінок — 16,7% або 16 осіб.